# Каравелова поляна
Каравелова поляна е местност разположена в околностите на град Копривщица, наречена на братята възрожденци Любен и Петко Каравелови.
Местността „Хаджи Стойчовото“ (бащата на двамата братя), наречена по-късно „Каравелова поляна“ се намира на запад от града и попада в туристическите маршрути с изходна точка в средногорското градче. В местността има съграден малък туристически заслон.
През годините гражданството на град Копривщица и ученици от училище „Любен Каравелов“ със съдействието на уредниците на музея на двамата братя редовно организират посещения на местността. Походите се извършват за почитане на паметта им в дните около датата на смъртта на Любен Каравелов. На скромното тържество по този повод децата изнасят кратко литературно четене с произведения на писателя, придружено с песенен концерт.
На поляната признателните копривщенци са поставили възпоменателна плоча, монтирана върху малък къс от каменна морена.

## Залесяване
През 1926 г. районът на „Хаджи Стойчовото“ е залесен от деятели на Дружеството за залесяване „Средна гора“.